# مات هورسلي
مات هورسلي (بالإنجليزية: Matt Horsley)‏ هو لاعب كرة قدم أسترالي، ولد في 9 يونيو 1972 في ولونغونغ في أستراليا. شارك مع منتخب أستراليا لكرة القدم. أما مع النوادي، فقد لعب مع نادي برث غلوري ووولونغونغ وولفز.

## وصلات خارجية
- مات هورسلي على موقع قاعدة بيانات كرة القدم.إي يو (الإنجليزية)
- مات هورسلي على موقع عالم كرة القدم.نت (الإنجليزية)